# حسن بارویف
حسن بارویف (به روسی: Хасан Бароев؛ زادهٔ ۱ دسامبر ۱۹۸۲) کشتی‌گیر پیشین اهل روسیه در دستهٔ ۱۲۰ کیلوگرم کشتی فرنگی است. او برندهٔ مدال طلای المپیک ۲۰۰۴ آتن و قهرمان مسابقات قهرمانی کشتی جهان در سال‌های ۲۰۰۳ و ۲۰۰۶ است. او همچنین در المپیک ۲۰۰۸ پکن به مدال نقره دست یافت اما پس از تایید دوپینگ مثبت، ضمن پس گرفتن مدالش به مدت دو سال از حضور در میادین ورزشی محروم شد.
او به دلیل افتخارآفرینی در المپیک برنده جایزه نشان دوستی از فدراسیون روسیه شده‌است.